# Baia de Fier
Baia de Fier là một xã thuộc hạt Gorj, România. Dân số thời điểm năm 2002 là 4391 người.